# Yabebyry
Yabebyry es un municipio y ciudad de Paraguay situado al suroeste del departamento de Misiones, a orillas del arroyo Yabebyry. Dista aproximadamente a unos 93 km de la capital departamental San Juan Bautista y a unos 288 km de Asunción.
Se llega a esta ciudad por un ramal de la Ruta PY01, que parte de la ciudad de San Ignacio Guazú o tomando el ramal por la localidad de Ayolas. Sus habitantes se dedican a la producción agrícola, destacándose los cultivos de arroz, el cultivo de maíz, algodón, mandioca, poroto, también se dedican a la cría de ganado vacuno, ovino, porcino.

## Historia
Yabebyry fue fundado en el año 1790, siendo Gobernador del Paraguay Joaquín Alós y Brú. En este antiguo pueblo llaman la atención sus dos iglesias, la antigua y la moderna, ubicadas una frente a la otra, como signos de dos épocas. En la antigua iglesia se guarda la imagen de San Francisco, que fue donado por el Mariscal Francisco Solano López, en una de sus periódicas visitas realizadas para saludar a su enamorada yabebyryense, Juanita Pesoa.

## Geografía
El distrito de Yabebyry, se encuentra situado en el extremo sur oeste del Departamento de Misiones. La región es más bien una llanura, en donde se extienden extensas praderas, sin embargo emergen algunos cerros en la zona. El distrito cuenta con 980 km². Limita al norte con San Ignacio Guazú, al sur con Ayolas y Argentina, al este con Santiago, y al oeste con el Departamento de Ñeembucú. 
El distrito de Yabebyry se encuentra regado por las aguas del arroyo del mismo nombre, algunos afluentes menores, y otros cursos de agua internas, de relativa relevancia, pero de importancia para la zona.

## Área Protegida
Todo el Departamento de Misiones corresponde a la ecorregión denominada Ñeembucú, que comprende grandes zonas inundables. Cuenta con un área protegida que es el Refugio de Vida Silvestre Yabebyury, declarada como tal en el año 1993. Posee una extensión de 30.000 ha, donde se encuentran protegidas nueve comunidades naturales que incluyen lagunas, esteros y bosques, donde se trasladaron especies rescatadas de la inundación de la represa de Yacyretá. 
Además del gran impacto que tuvo la construcción de la represa sobre el medio ambiente al perder más de 80.000 ha de territorios de alta calidad ambiental y de inapreciables recursos de biodiversidad, es aún difícil calcular las pérdidas en cuanto a fauna y flora diversos en la zona de influencia. Dentro de la fauna en peligro de extinción se encuentran el guazú puku, el yacaré overo, el lobote y el tatú aí, y dentro de la flora se pueden citar el tuja rendyva. Se suman a esto las actividades humanas llevadas a cabo en las áreas rurales, que son las que han sufrido el impacto más grande al cambiar los usos de la tierra.

## Demografía
La tasa de crecimiento poblacional no ha sufrido mucha variación a lo largo de los años desde su creación. Su población es mayoritariamente rural, con una ligera predominancia de hombres, ocupada en actividades agropecuarias. En relación con la población total del distrito, se observa que el 91,1% de la misma se encuentra asentada en la zona rural.

## Infraestructura
La Ruta PY01 es la principal vía asfaltada que cruza todo el departamento, que lo conecta con Asunción y otras localidades. Las demás rutas, que cuentan con pavimento asfáltico, son los caminos que comunican San Ignacio Guazú con Yabebyry y también con Ayolas.
En todo el departamento se cuenta con los servicios telefónicos de Copaco y los de telefonía celular, además de otros varios medios de comunicación, y es importante señalar que a todos los distritos menos a Yabebyry, llegan los diarios capitalinos y que en varias ciudades se observan más de 30 canales de televisión vía cable.